# ホルヘ・セルビノ
ホルヘ・セルビノ（Jorge Zerbino、1991年12月27日 - ）は、ウルグアイのラグビーユニオン選手。

## プロフィール
- ウルグアイ・モンテビデオ出身[1]。
- ポジションはロック(LO)。
- 身長 192cm、体重 112kg
- ウルグアイ代表キャップは14（2025年4月現在）でラグビーワールドカップ2015のウルグアイ代表に選ばれた[2]。

## 略歴
2013年、オールド・クリスティアンス・クルブに加入。